# Flyak
En Flyak er en kajak med hydrofoiler. Flyakken anvender to hydrofoiler designet til at løfte skroget ud af vandet ved højere hastigheder. Hastigheder på op til 27,2 km/t (7,6 m·s−1) kan opnås på stille vand.

## Historie
Flyakken blev designet af Nordmændene Einar Rasmussen og Peter Ribe og offentliggjort i 2005.
Hydrofoil opdriftsmetoden er bredt kendt for motor- og menneskedrevne søfartøjer, men Flyakken er den først som indbygger hydrofoiler i designet i en kommerciel markedsført kajak. Startprisen estimeres at være US$2500.

## Sammenligning og rekorder
En 200 meter sprint blev afholdt mellem en Olympisk atlet Andreas Gjersøe i en Flyak mod det norske landshold i K4-kajak den 13. november 2005. 
Racet blev vist i "Beyond Tomorrow" udsendelsen den 9. februar 2006. 
Det blev rapporteret at Flyakken vandt med 1,5 bådlængder. En K1-sprint specialist forventes at tabe med 5 sekunder til en K4-sprint kajak over 200 meter.